# プロセスカラー

減法混合

プロセスカラーとは、印刷物において、基本となる4色のインキの組み合わせによって色を表現すること、またそのようにして表現された色のことである。
4色は、「CMYK」と略して表現される。印刷現場では、「4色セット」、
「セットインキ」などと言うことが多い。
- ■ C : シアン  (Cyan)
- ■ M : マゼンタ  (Magenta)
- ■ Y : イエロー  (Yellow)
- ■ K : 黒  (Key)

黒 (Black)の略語がKなのは、Bがブルー (Blue)を表すために避けたのではなく、Key plate の key から来ている。Key plate とは、3色だけの混合だと実際には完全な黒が得られないため、より深いコントラストを得るために、より暗い色（多くは黒）で輪郭 (keyline)や濃淡などを印刷するための版 (plate)の事を指し、浮世絵版画で言う墨版（すみばん、黒色）に相当する。なお、Bkと表示する場合もある。この場合は Black の略である。
また、実務上は、日本語でC-藍、M-アカ、Y-黄、B-スミと言うこともある。
一般にカラーの印刷物では、この4色（4版）を網点で掛け合わせて色を表現している。カタログやチラシなどの写真や色文字を拡大して見ると、色をこの4色の点で表現していることが分かる。
なお、金・銀などの特別な色は、始めから調合されたインキで表現する。これを「特色（スポットカラー）」という。この他にも蛍光色などプロセスカラーでは発色が難しい色の場合、特色インキの別版によって色域を補う。雑誌のロゴや吊広告などでよく使用される蛍光ピンクなどは特色である。